# Henry Corden
Henry Corden (Montreal, 6 de janeiro de 1920 - Sherman Oaks, 19 de maio de 2005) foi um ator, dublador e cantor americano nascido no Canadá, mais conhecido por assumir o papel de Fred Flintstone após a morte de Alan Reed em 1977. Sua estreia oficial como a nova voz de Fred foi na série de 1977, Fred Flintstone and Friends, pela qual ele transmitiu dublagens em breves clipes mostrados entre os segmentos, embora ele já tivesse dublado a voz de Reed no filme teatral de 1966. O Homem Chamado Flintstone e os especiais de Hanna-Barbera Alice no País das Maravilhas ou O que é um garoto legal como você fazendo em um lugar como este? (1966) e Energy: A National Issue (1977). 

## Primeiros anos
Corden nasceu em Montreal como Henry Cohen, filho de Max e Emma Cohen. Seu pai era curador de carne nascido na Romênia; sua mãe era originalmente da Rússia. A família mudou-se para o Bronx, Nova York, quando Corden era criança e ele chegou a Hollywood na década de 1940. 

## Carreira
Ele apareceu no palco em Los Angeles e Hollywood, incluindo uma produção de 1947 de The Message. Sua carreira no cinema incluiu The System (1952), onde ele interpretou um gangster míope chamado Specs. Corden achou que seria a primeira vez em 25 filmes que ele poderia usar seus óculos e ver enquanto ele atuava, mas as lentes emitiam muita reflexão e ele teve que substituí-las por vidro comum após um dia de filmagem.
Ele pode ser visto em filmes de ação como A Vida Secreta de Walter Mitty, O Castelo Negro, Abbott and Costello in the Foreign Legion e Os Dez Mandamentos. Ele também apareceu em dezenas de programas de TV, incluindo Hogan's Heroes (em 5 episódios), Perry Mason, Peter Gunn, McHale's Navy (em 5 episódios), Gunsmoke, The Mary Tyler Moore Show e participava regularmente do programa Jerry Lewis. Corden também interpretou o proprietário Henry Babbitt em The Monkees e Haskell, proprietário de uma sorveteria, em um episódio de The Brady Bunch. 
Antes da morte de Reed, Corden tinha sido usado como substituto de Reed quando Fred Flintsone teve que cantar porque Reed não podia cantar. Corden deu voz a várias produções de Hanna-Barbera, além de The Flintstones, incluindo The Jetsons, Josie and the Pussycats, The Atom Ant Show, The New Tom & Jerry Show e Jonny Quest. Corden também deu voz ao mago Gêmeos e Ookla, o Mokk, em Thundarr, o Bárbaro, da Ruby-Spears Productions, e também ao general Gorilla Urko, no retorno de DePatie-Freleng Enterprises para o Planeta dos Macacos. Ele dublou Arnie Barkley, o patriarca inspirado em Archie Bunker do The Barkleys de DePatie-Freleng, em 1972. 

## Vida pessoal
Corden foi casado quatro vezes. Sua primeira esposa foi Thelma Corden, de 1942 a 1969; juntos eles tiveram dois filhos. Ele e sua segunda esposa Shirley W. Cytron foram casados de 1970 a 1979. Após o divórcio de Cytron, ele se casou com sua terceira esposa, Charlotte R. Colton Diamond, em 1984; eles permaneceram casados até sua morte em 1993. Corden se casou com sua quarta e última esposa, Angelina Corden, em 1995, e eles permaneceram casados até a morte de Corden, em 2005.

## Morte
Em 19 de maio de 2005, Corden morreu de enfisema no Hospital Sherman Oaks, em Sherman Oaks, Califórnia. Ele tinha 85 anos.
Seu enterro foi no cemitério da missão de San Fernando.

## Filmografia

### Filme
- The Secret Life of Walter Mitty (1947) - Hendrick
- Bride of Vengeance (1949) - Scout
- Wild Weed (1949) - Hugo o gerente do clube
- Abbott and Costello in the Foreign Legion (1950) - Ibrim
- The Asphalt Jungle (1950) - William Dolden
- Hiawatha (1952) - Ottobang
- Abbott and Costello Meet Dr. Jekyll and Mr. Hyde (1953) - Ator em costume javanês (não-creditado)
- The Band Wagon (1953) - Orchestra leader (não-creditado)
- Phantom of the Rue Morgue (1954) - Detective Mignaud (não-creditado)
- King Richard and the Crusaders (1954) - King Philip of France
- The Egyptian (1954) - Hittite Officer (não-creditado)
- Jupiter's Darling (1955) - Carthalo
- Jump Into Hell (1955) - Maj. Lamblin (não-creditado)
- Lust for Life (1956) - Waiter (não-creditado)
- The Ten Commandments (1956) - Sheik of Sinai
- The Shadow on the Window (1957) - Louie (não-creditado)
- Cry Tough (1959) - Mr. Fuente (não-creditado)
- The Adventures of Huckleberry Finn (1960) - Mate (não-creditado)
- Blueprint for Robbery (1961) - Dr. Preacher
- When the Clock Strikes (1961) - Cady[5]
- Tammy Tell Me True (1961) as Captain Armand
- Island of Love (1963) (não-creditado)
- Strange Bedfellows (1965) - Sheik's Interpreter (não-creditado)
- The Family Jewels (1965) - Gasoline Truck Driver (não-creditado)
- McHale's Navy Joins the Air Force (1965) - NKVD deputy
- The Man Called Flintstone (1966) - Fred Flintstone (cantor)
- Made in Paris (1966) - Bartender (não-creditado)
- The Singing Nun (1966) - Truck Driver (não-creditado)
- Frankie and Johnny (1966) - Gypsy (não-creditado)
- Don't Worry, We'll Think of a Title (1966) - Professor Lerowski
- Hook, Line & Sinker (1969) - Kenyon Hammercher
- Which Way to the Front? (1970) - Gangster (não-creditado)
- The ABC Saturday Superstar Movie (1972, filme de TV) - Yogi's Ark Lark - Paw Rugg / First Truck Driver
- C.H.O.M.P.S. (1979) - Monster (cachorro)
- Modern Problems (1981) - Dubrovnik
- Omnisphere (1983) - Neon City (voz)
- The Greatest Adventure: Stories from the Bible (1986, curta, episódio - Daniel and the Lion's Den)
- The Jetsons Meet the Flintstones (1987, filme de TV) - Fred Flintstone
- Beetle Bailey (1989, filme de TV) - Sgt. Snorkel
- I Yabba-Dabba Do! (1993, filme de TV) - Fred Flintstone
- Hollyrock-a-Bye Baby (1993, filme de TV) - Fred Flintstone
- The 10th Annual Television Academy Hall of Fame (1994, documentário) - ele mesmo
- A Flintstones Christmas Carol (1994, filme de TV) - Fred Flintstone

### Televisão
- The Life of Riley (1949) - entregador
- Terry and the Pirates (1952) - Singdee (1952)
- Official Detective (1957) - Reagan
- Zorro (1958) - León (não-creditado)
- Peter Gunn (1958) - Vladimir
- Gunsmoke (1958) - Butler
- Wagon Train (1958–1960) - Tex Hall, Black Feather, Phelan
- The Detectives (1960) - Roland Potter
- Have Gun - Will Travel (1960) - Prince Alexei Romanov
- Bonanza (1961) - Bookie
- The Real McCoys (1961) - Mr. Ramirez
- Wagon Train (1961) - Frank
- The Real McCoys (1962) - Pedro
- Maverick (1962) - Professor Reynard
- Jonny Quest (1964–65) - Vários
- The Flintstones (1964–66) - Baron Von Rickenrock, vozes adicionais
- The Secret Squirrel Show (1965) - vozes adicionais
- I Dream of Jeannie (1965) - Jeannie's Father
- Rawhide (1965) - Gen. Velasquez
- Hogan's Heroes (1965) - General Von Kaplow
- Hogan's Heroes (1966) - Antonovich
- Hogan's Heroes (1968) - Blue Baron
- The Atom Ant Show (1965–66) - Paw Rugg
- Family Affair (1966) - Alam
- Bewitched (1966) - Muldoon
- Daniel Boone (1966) - Peter Mornay
- The John Forsythe Show (1966) - Count Beppo
- The Monkees (1966–67) - Babbit
- Fantastic Four (1967) - Attuma, Molecule Man
- The F.B.I. (1967) - Organ Grinder
- The Monkees (1967) - Blauner
- It Takes a Thief (1968) - Diretor
- The Bob Hope Show (1968–1971)
- Get Smart (1969) - Big Eddie Little
- Get Smart (1969) - Mondo
- The Banana Splits Adventures Hour (1969) - Bez
- Harlem Globetrotters (1970) - vozes adicionais
- Ironside (1970) - Lecturer
- The Mary Tyler Moore Show (1970) - Charlie (voz)
- Hogan's Heroes (1971) - Dr. von Bornemann
- The Mary Tyler Moore Show (1972) - Harry
- The New Scooby-Doo Movies (1972–1973) Redcoat Ghost, vozes adicionais
- Josie and the Pussycats in Outer Space (1972) - vozes adicionais
- Yogi's Gang (1973) - Paw Rugg, Dr. Bigot
- Butch Cassidy and the Sundance Kids (1973) - vozes adicionais
- The Brady Bunch (1973) - Mr. Haskell
- The Streets of San Francisco (1974) - Weiss
- These Are the Days (1974) - vozes adicionais
- Return to the Planet of the Apes (1975) - Main Title Voice-Over, General Urko, Tallyho the Hunter
- The Tom and Jerry/Grape Ape/Mumbly Show (1976) - vozes adicionais
- The Tom and Jerry/Mumbly Show (1976–77) - vozes adicionais
- The Scooby-Doo/Dynomutt Hour (1976) - Mr. Hyde/Willie the Weasel/O Profeta
- The Mumbly Cartoon Show (1977) - vozes adicionais
- Energy: A National Issue (1977) - Fred Flintstone (cantor)
- Captain Caveman and the Teen Angels (1977–80) - vozes adicionais
- CB Bears (1977) - Bump
- Fred Flintstone and Friends (1977–78) - Fred Flintstone
- Scooby's All-Star Laff-A-Lympics (1977) - Fred Flintstone
- The Skatebirds (1977) - Additional Voices
- A Flintstone Christmas (1977) - Fred Flintstone
- Hanna-Barbera's All-Star Comedy Ice Revue (1978) - Fred Flintstone
- The Three Robonic Stooges (1978) - Hercules, Pierre LeSly
- The Flintstones: Little Big League (1978) - Fred Flintstone
- Dynomutt, Dog Wonder (1978) - Mr. Hyde, Willie the Weasel, O Profeta
- The New Fantastic Four (1978) - Attuma
- Challenge of the Super Friends (1978) - Dr. Varga, Brain Creature Leader, Torahna
- Yogi's Space Race (1978) - Sheriff Muletrain Pettigrew
- Galaxy Goof-Ups (1978) - vozes adicionais
- Buford and the Galloping Ghost (1979) - Sheriff Muletrain Pettigrew
- The New Fred and Barney Show (1979) - Fred Flintstone
- Welcome Back, Kotter (1979) - Sidney Fishbein
- Hollywood Squares (1979) - Guest Appearance
- The Flintstones Meet Rockula and Frankenstone (1979) - Fred Flintstone
- Fred and Barney Meet the Thing (1979) - Fred Flintstone
- Fred and Barney Meet the Shmoo (1979–1980) - Fred Flintstone
- Mighty Man and Yukk (1979) - Goldteeth, Kragg the Conqueror
- Fangface and Fangpuss (1979) - episode - The Defiant Casablanca Giant - Abdul the Giant
- Super Friends (1980) - vozes adicionais
- Thundarr the Barbarian (1980–81) - Ookla the Mok
- The Fonz and the Happy Days Gang (1980) - vozes adicionais
- The Flintstone Comedy Show (1980–82) - Fred Flintstone
- The Flintstones' New Neighbors (1980) - Fred Flintstone
- The Flintstones: Fred's Final Fling (1980) - Fred Flintstone, Monkey #2, Turtle #2
- Spider-Man (1981) - Johann's Father
- Goldie Gold and Action Jack (1981) - vozes adicionais
- The Kwicky Koala Show (1981) - vozes adicionais
- No Man's Valley (1981) - Chief
- The Richie Rich/Scooby-Doo Show (1981) - vozes adicionais
- The Flintstones: Wind-Up Wilma (1981) - Fred Flintstone
- The Flintstones: Jogging Fever (1981) - Fred Flintstone
- Jokebook (1982) - Additional voices
- Yogi Bear's All Star Comedy Christmas Caper (1982) - Fred Flintstone, Policeman, Security Guard #1
- Here Comes Garfield (1982) - Hubert
- The Flintstone Funnies (1982–84)- Fred Flintstone
- Alvin and the Chipmunks (1983) - vozes adicionais
- Mister T (1983) - vozes adicionais
- The New Scooby and Scrappy-Doo Show (1983) - vozes adicionais
- Strong Kids, Safe Kids (1984) - Fred Flintstone
- Challenge of the GoBots (1984) - vozes adicionais
- Scary Scooby Funnies (1984–85) - vozes adicionais
- Galtar and the Golden Lance (1985)  - vozes adicionais
- The Berenstain Bears Show (1985) - vozes adicionais
- The Jetsons (1985) - Elroy in Wonderland
- The Flintstones' 25th Anniversary Celebration (1986) - Fred Flintstone
- The Flintstone Kids (1986–87) - Edna Flintstone, Ed Flintstone
- The Video Adventures of Clifford the Big Red Dog (1988) - vozes adicionais
- The Flintstone Kids' 'Just Say No' Special (1988) - Ed Flintstone, Edna Flintstone
- Hanna-Barbera's 50th: A Yabba Dabba Doo Celebration (1989) - Fred Flintstone
- A Flintstone Family Christmas (1993) - Fred Flintstone
- The Simpsons (1994) - Fred Flintstone
- Garfield and Friends (1994) - vozes
- The Flintstones: Wacky Inventions (1994) - Fred Flintstone
- What a Cartoon! (1995) - Fred Flintstone
- The Weird Al Show (1997) - Fred Flintstone

### Videogames
- Os Flintstones: Boliche (2000) - Fred Flintstone

### Parques temáticos
- The Funtastic World of Hanna-Barbera (1990) - Fred Flintstone